# Susana da Baviera
Susana da Bavaria (em alemão:  Susanna von Bayern; Munique, 2 de abril de 1502 — Neuburgo do Danúbio, 23 de abril de 1543) foi uma princesa alemã que pertencia à Casa de Wittelsbach.

## Família
Era filha de Alberto IV da Baviera, e de Cunegunda da Áustria, filha do imperador Frederico III do Sacro Império Romano-Germânico e de Leonor de Portugal. Os seu avós paternos eram o duque Alberto III da Baviera e Ana de Brunsvique-Grubenhagen-Einbeck. Os seus avós maternos eram o rei Duarte I de Portugal e Leonor de Aragão.

## Biografia
Susana casou com Casimiro, Marquês do Brandeburgo-Bayreuth em 1518. Do seu casamento com Casimiro nasceram cinco crianças.
Após a morte de Casimiro, em 1572, Susana voltou a casar com o duque do Palatinado-Neuburgo, Oto Henrique, ele próprio membro da dinastia dos Wittelsbach, mas do ramo Palatino. O casamento ocorreu em 16 de outubro de 1529, e não teve geração.

## Descendência
Do seu casamento com Casimiro, Marquês do Brandeburgo-Bayreuth, Susana teve cinco filhos:
- Maria (1519-1567), que casou com o Eleitor Palatino Frederico III, com descendência;[1]
- Catarina (1520–1521);
- Alberto II Alcibíades (1522–1557); Marquês de Brandeburg-Kulmbach;
- Cunegunda (1524–1558), casou com Carlos II, Marquês de Bade-Durlach;
- Frederico (1525-1525).

## Morte
Susana morreu em 23 de abril de 1543 em Neuburgo do Danúbio com 41 anos de idade. Nunca chegou a ser Eleitora do Palatinado, uma vez que morreu antes do seu segundo marido ter herdado a dignidade de Príncipe-eleitor.